# 張伯相
張伯相（1466年—？年），字東銳，四川重慶府合州銅梁縣人，民籍，明朝政治人物。

## 生平
四川鄉試第六十三名舉人。弘治十八年（1505年）中式乙丑科會試第二百八十四名，二甲第六十九名進士。

## 家族
曾祖張文□；祖父張□；父張有慶，母朱氏。严侍下。